# Ligne 2 du tramway de Mulhouse
Pour les articles homonymes, voir Ligne 2.
La ligne 2 du tramway de Mulhouse, plus simplement nommée ligne 2, est une ligne du tramway de Mulhouse exploitée par Soléa et mise en service en 2006.
Depuis sa mise en service, elle relie les stations Coteaux et Nouveau Bassin. Le parcours demande dix-huit minutes et dessert quatorze stations sur 6,2 kilomètres.
Un prolongement à l'est vers la Cité Drouot et Illzach, avec un terminus prévu à proximité de la piscine des Jonquilles, prévu initialement pour 2012 a été ajourné en 2010.

## Histoire
La section ci-présente est un résumé des principales dates de l'histoire de la ligne, l'ensemble du réseau actuel ayant été conçu et construit en même temps.
La ligne 2 du tramway de Mulhouse, d'une longueur de 6,2 km, est inaugurée par Jacques Chirac le 20 mai 2006 en même temps que la ligne 1 du tramway entre la station Coteaux à l'ouest dans le quartier des Coteaux et la station Nouveau Bassin à l'est, là encore dans le quartier éponyme. La ligne dispose de deux parkings relais (P+Tram) aux abords des stations Université et Nouveau Bassin qui permettent de profiter d'une formule "parking+tramway" (pour un tarif unique, on peut y déposer son véhicule et disposer d'un aller-retour en tramway par occupant du véhicule). Le point central du réseau se fait à la station Porte Jeune qui permet une correspondance avec la ligne 1 du réseau.
Depuis le 12 décembre 2010, la ligne 2 partage ses voies entre Daguerre et Porte Jeune avec la ligne 3 du tramway et le tram-train Mulhouse Vallée de la Thur ; toutes les lignes desservent la station Porte Jeune qui renforce son rôle de station centrale du réseau.

## Tracé et stations
La ligne 2 est longue de 6,2 kilomètres et est implantée intégralement en site propre et en double voie. Les deux parkings relais du réseau sont positionnés le long de la ligne.

### Tracé
La ligne naît au cœur du quartier des Coteaux, devant l'école Henri-Matisse. Elle rejoint ensuite le boulevard des Nations puis bifurque sur la rue de l'Illberg puis la rue de l'Université pour rejoindre le boulevard Charles-Stoessel. La ligne franchit l'Ill par le pont Charles-Stoessel et rentre dans le centre-ville ; elle emprunte la rue Camille-Flammarion (piétonne) puis l'avenue du Président Kennedy pour rejoindre le boulevard de l'Europe et la station Porte Jeune qui est le cœur du réseau de tramway.
La ligne poursuit sur le boulevard de l'Europe pour rejoindre la rue du Capitaine Alfred-Dreyfus puis l'avenue Robert-Schuman qui lui permet de rejoindre son terminus dans le quartier du Nouveau Bassin, juste en face du Kinepolis.

### Principaux ouvrages d'art
Principalement construite en suivant la voirie, la ligne ne compte pas d'ouvrages d'art remarquable.
On peut toutefois citer qu'elle passer par les pont Charles Stoessel pour franchir l'Ill.

### Liste des stations
|  |   |  | Station           | Lat/Long                    | Communes | Correspondances           |
|  | - |  | ----------------- | --------------------------- | -------- | ------------------------- |
|  | ■ |  | Coteaux           | 47° 44′ 06″ N, 7° 17′ 51″ E | Mulhouse |                           |
|  | • |  | Nations           | 47° 44′ 11″ N, 7° 18′ 05″ E | Mulhouse | C6 14 16 52               |
|  | • |  | Bel Air           | 47° 44′ 00″ N, 7° 18′ 15″ E | Mulhouse | C6 14 16 52 ChronoPro     |
|  | • |  | Illberg           | 47° 43′ 56″ N, 7° 18′ 38″ E | Mulhouse |                           |
|  | • |  | Université        | 47° 44′ 01″ N, 7° 18′ 55″ E | Mulhouse | 13 51 -                   |
|  | • |  | Palais des Sports | 47° 44′ 15″ N, 7° 19′ 09″ E | Mulhouse |                           |
|  | • |  | Daguerre          | 47° 44′ 33″ N, 7° 19′ 28″ E | Mulhouse | C5 16 51                  |
|  | • |  | Tour Nessel       | 47° 44′ 42″ N, 7° 19′ 43″ E | Mulhouse | 16 51                     |
|  | • |  | Porte Haute       | 47° 44′ 48″ N, 7° 19′ 55″ E | Mulhouse | 16 Navette centre-ville   |
|  | • |  | Mairie            | 47° 44′ 58″ N, 7° 20′ 08″ E | Mulhouse | (Tram) · (3) · tram-train |
|  | • |  | Porte Jeune       | 47° 44′ 58″ N, 7° 20′ 25″ E | Mulhouse | C6 C7 16                  |
|  | • |  | Nordfeld          | 47° 45′ 09″ N, 7° 20′ 44″ E | Mulhouse | 16                        |
|  | • |  | Lefebvre          | 47° 45′ 23″ N, 7° 20′ 53″ E | Mulhouse | C5 9 12 15 16             |
|  | ■ |  | Nouveau Bassin    | 47° 45′ 34″ N, 7° 21′ 04″ E | Mulhouse | C5 9 12 15 -              |

Les stations en gras servent de départ ou de terminus à certaines missions.

### Aménagement des stations
Les stations de la ligne sont différentes de celles de la ligne 1 de par la présence des arches doubles pour les signaler conçues par Daniel Buren. Elles sont toutes équipées de quais latéraux.

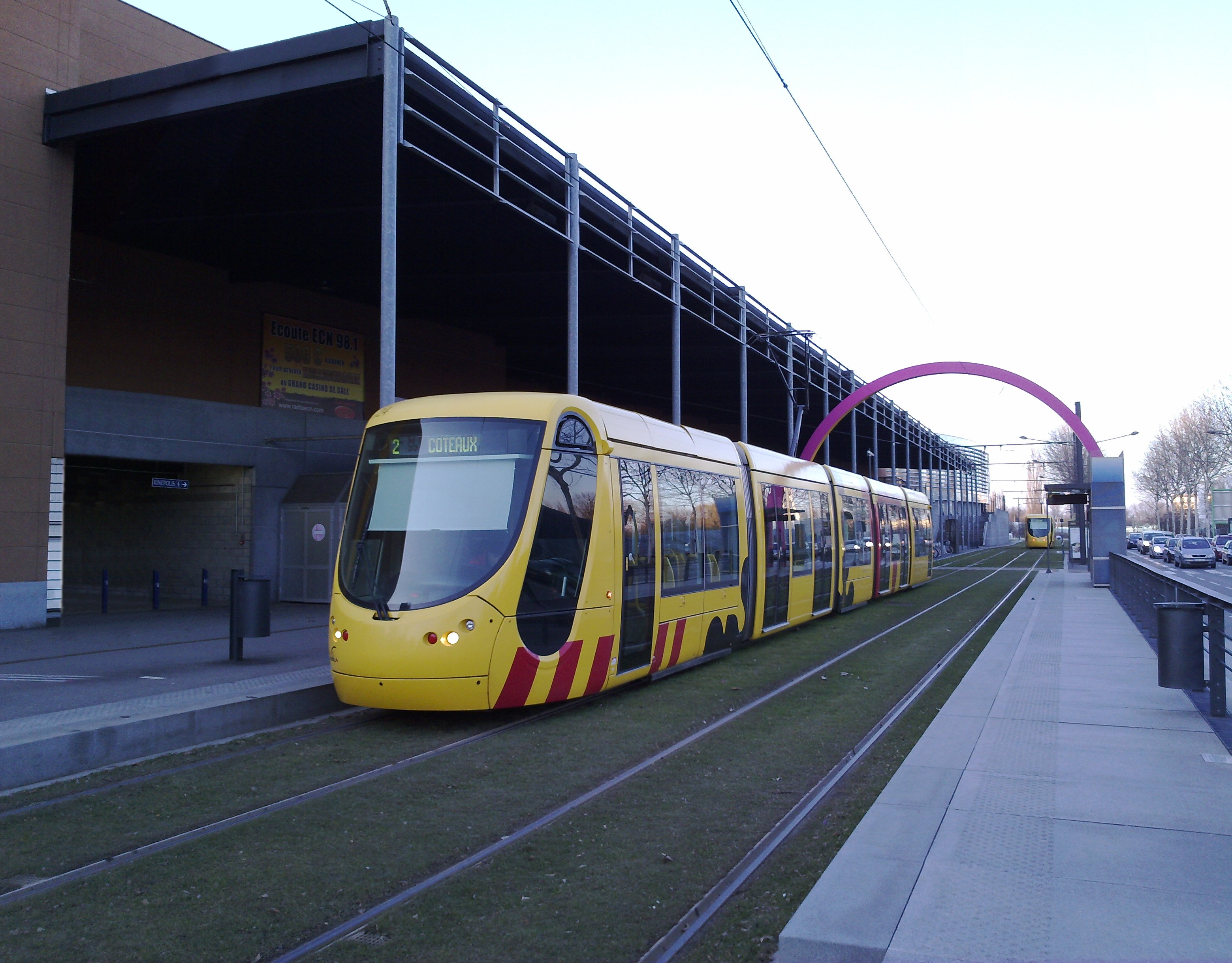
Rame Citadis 302 à la station Nouveau Bassin.
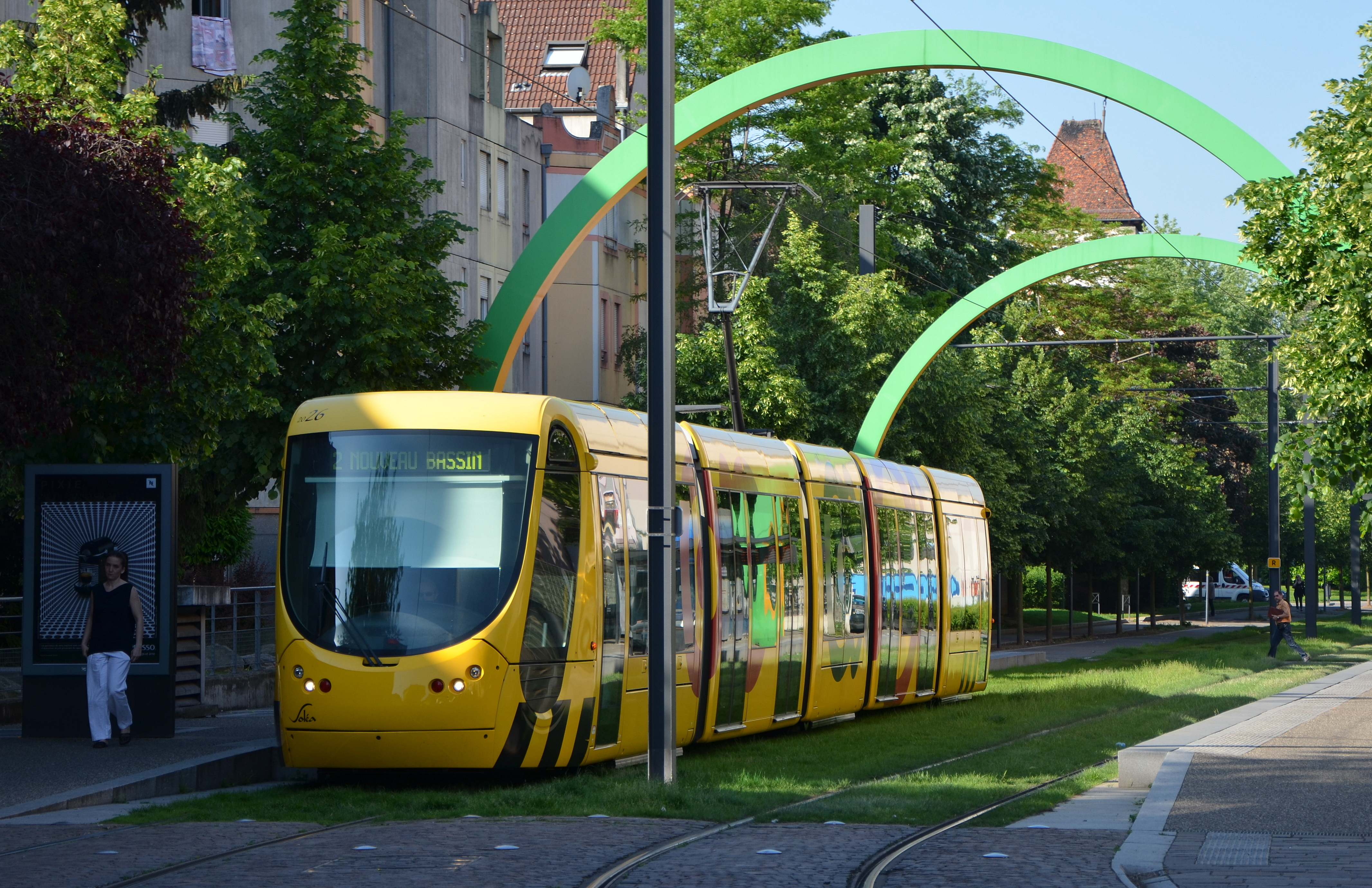
Rame Citadis 302 à Porte Haute.
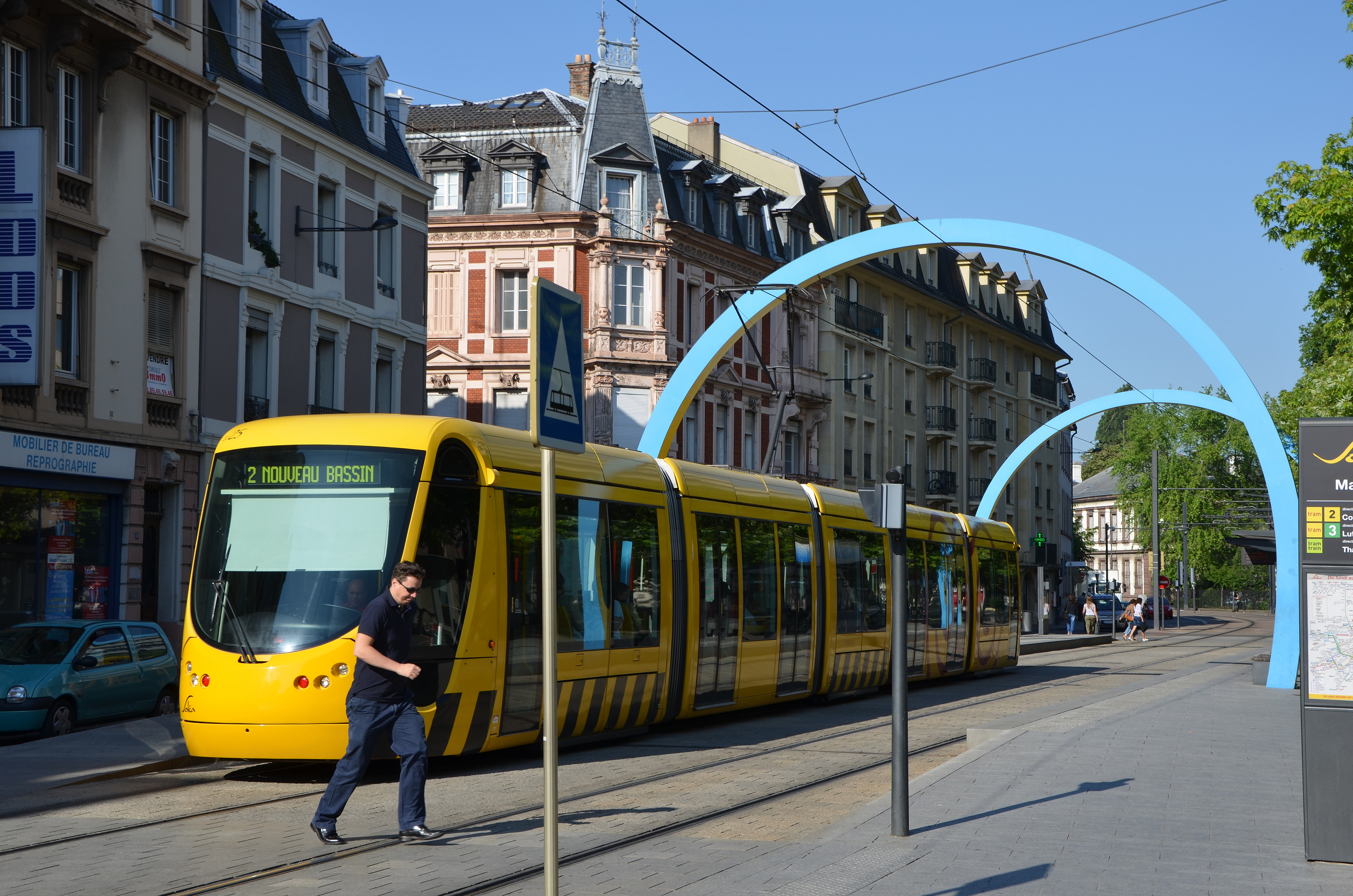
Rame Citadis 302 à la station Mairie.

## Exploitation de la ligne
La ligne 2 est une ligne de tramway de Mulhouse exploitée par Soléa. Elle fonctionne de 4 h 39 à 23 h 52 du lundi au vendredi, jusqu'à 1 h 06 le samedi et de 6 h 51 à 23 h 52 les dimanche et jours fériés. Les tramways relient les stations Coteaux et Nouveau Bassin en 18 minutes.
Les rames circulent à la fréquence d'un passage toutes les six minutes aux heures de pointe et de sept à huit minutes aux heures creuses, du lundi au vendredi ; la fréquence est plus irrégulière en début et fin de service. Le samedi, l'intervalle entre deux rames varie de sept à huit minutes en journée et de vingt à trente minutes les dimanches et jours de fêtes. De la même façon, le soir après 21 h et le dimanche matin, les rames des lignes 1 et 2 s'arrêtent plusieurs minutes à Porte Jeune afin de garantir la correspondance.
Le matin avant 6 h 30, des services partiels au départ de Porte Jeune et à destination de l'un ou l'autre des terminus existent ainsi que l'inverse en soirée, il est vraisemblable qu'il s'agisse de rames quittant ou rejoignant le dépôt de Mertzau.

### Matériel roulant et signalisation
La ligne est exploitée à l'aide des mêmes rames que les autres lignes de tramway, et ce depuis sa mise en service, des Alstom Citadis 302.
La signalisation Tramway est-elle aussi identique aux autres lignes et se fait en « conduite à vue » : on ne trouve donc sur la ligne que des panneaux de limitation de vitesse, des signaux de protection d'itinéraires et des signaux protégeant le franchissement des carrefours.

### Remisage et entretien
Le remise et l'entretien de l'ensemble des rames de tramway, mais aussi de tram-train ainsi que les autobus est assuré au dépôt-atelier de Mertzau au nord de Mulhouse mis en service en 2005.

### Tarification et financement
La tarification est identique sur l'ensemble du réseau Soléa, et la mise en service du bus à haut niveau de service a été l'occasion pour Soléa de fusionner les deux anciennes zones tarifaires relatives à l'agglomération (A1 et A2) en une seule zone unique (A). Les usagers des communes les plus éloignées du centre de Mulhouse ont donc bénéficié au 2 septembre 2013 d'une baisse de tarif pour voyager sur tout le territoire de l'agglomération (zone A), uniformément en autobus, bus à haut niveau de service, tramway et également en tram-train dans les limites de Mulhouse et Lutterbach.
Le financement du fonctionnement des lignes (entretien, matériel et charges de personnel) est assuré par Soléa. Cependant, les tarifs des billets et abonnements dont le montant est limité par décision politique ne couvrent pas les frais réels de transport. Le manque à gagner est compensé par l'autorité organisatrice, Mulhouse Alsace Agglomération. Il définit les conditions générales d'exploitation ainsi que la durée et la fréquence des services. L'équilibre financier du fonctionnement est assuré par une dotation globale annuelle à Soléa grâce au versement transport payé par les entreprises et aux contributions des collectivités publiques.

## Projet
En 2012, la ligne devait être prolongée de 3 stations vers l'est, en direction de la Cité Barbanègre:
- Barbanègre (Mulhouse)
- Schweitzer (Mulhouse)
- Jonquilles (Illzach)

Puis vers Illzach-Modenheim par la suite.
Cependant, le 28 juin 2010, la M2A (communauté d'agglomération) a décidé pour des raisons financières, de reporter sine die les extensions des lignes 1 et 2,,. Dans l'attente d'une relance du projet, une ligne de bus à haut niveau de service a vu le jour en septembre 2013 en reprenant globalement le même tracé,.

## Tourisme
La ligne 2 dessert, d'ouest en est, les lieux d'attraction et monuments suivant :
- Les quartiers des Coteaux et de Dornach ;
- Le lycée Louis-Armand ;
- L'Institut universitaire de technologie de Mulhouse ;
- Le quartier du Haut-Poirier ou quartier de l'Illberg ;
- Le campus de l'Illberg de l'université de Haute-Alsace ;
- Le complexe sportif comprenant : le stade nautique de l'Illberg, la piscine de l'Illberg, la patinoire de l'Illberg, le stade de l'Ill et le palais des sports ;
- La Haute école des arts du Rhin ;
- Le quartier de la Fonderie ;
- La faculté des sciences économiques, sociales et juridiques de Mulhouse ;
- La bibliothèque municipale ;
- La sous-préfecture de l'arrondissement de Mulhouse ;
- La mairie ;
- Les bains municipaux ;
- La tour de l'Europe ;
- Le centre commercial Porte Jeune ;
- Le centre historique de Mulhouse avec notamment : la rue du Sauvage, la place de la Réunion, le théâtre de la Sinne, le musée des Beaux-Arts de Mulhouse, le lycée Jeanne d'Arc et la tour du Bollwerk ;
- La Filature ;
- Quartier du Nouveau bassin ;
- Les tribunaux et prisons de Mulhouse ;
- Complexe cinématographique Kinepolis.